# South Greeley
South Greeley – jednostka osadnicza w Stanach Zjednoczonych, w stanie Wyoming, w hrabstwie Laramie.